# La Fille du désert (film, 1949)
Pour les articles homonymes, voir La Fille du désert.
Pour plus de détails, voir Fiche technique et Distribution.
La Fille du désert (Colorado Territory) est un film américain réalisé par Raoul Walsh, sorti en 1949.

## Synopsis
Wes McQueen, un hors-la-loi, s'évade de prison et s'enfuit en direction du Territoire du Colorado. En chemin, il s'arrête dans la ferme familiale, où il découvre que ceux qui lui sont chers sont, soit morts, soit partis. Il prend place dans une diligence, où il rencontre Fred Winslow et sa fille Julie Ann. Lorsque des bandits les attaquent, les deux conducteurs sont tués, mais Wes les repousse et conduit la diligence en ville. Wes veut en fait aller à Todos Santos, une ville fantôme, où Duke Harris et Reno Blake l'attendent pour organiser une attaque de train. Wes est troublé par la présence inattendue d'une métisse, Colorado Carson. Il lui ordonne de partir, mais elle le prévient contre Homer Wallace, leur complice à l'intérieur du train. Il accepte alors qu'elle reste avec eux.
Plus tard, il se rend en ville pour rendre visite aux Winslow et il apprend que le ranch qu'ils ont acheté est en fait une terre pauvre et sans point d'eau. Wes est attiré par Julie Ann, et il rend alors visite à son ancien chef, Dave Rickard, pour lui dire qu'il veut mener désormais une vie respectable. Dave, malade, lui dit qu'il n'a pas d'argent à lui donner et demande à son vieil ami de faire ce dernier travail pour lui. Sur son chemin de retour, Wes s'arrête de nouveau chez les Winslow, avec en cadeau une nouvelle robe pour Julie Ann et de l'argent pour leur permettre de forer un puits. Winslow ne veut pas de cet argent, et explique à Wes qu'il n'a aucune chance d'être aimé de sa fille, car celle-ci est amoureuse de Randolph, un homme qui refuse de l'épouser, et que c'est pour l'éloigner de lui qu'il l'a emmenée dans l'Ouest.
De retour à Todos Santos, Wes découvre que ses hommes se sont battus pour Colorado. Elle lui révèle qu'en fait c'est de lui qu'elle est amoureuse, mais il la repousse. Wallace les ayant trahis, Duke et Reno sont capturés par le shérif. Wes et Colorado arrivent chez Dave avec l'argent, pour découvrir qu'il est mort. Plus tard, Wes trouve Pluthner, un autre membre du gang, en train de voler l'argent, il le tue mais lui-même est blessé. Wes demande de l'aide aux Winslow, après leur avoir avoué sa véritable identité. Winslow accepte, alors que Julie Ann voudrait le dénoncer pour la récompense. Déçu, Wes retourne alors avec Colorado à Todos Santos. Ils seront finalement tués par les hommes du shérif qui étaient à leur poursuite.
Plus tard, Frère Tomas, un moine, trouve l'argent du hold-up, qui avait été caché à Todos Santos et l'utilise pour redonner vie à la ville.

## Fiche technique
- Titre : La Fille du désert
- Titre original : Colorado Territory
- Réalisation : Raoul Walsh
- Scénario : John Twist et Edmund H. North, d'après le roman High Sierra de William Riley Burnett
- Direction artistique : Ted Smith
- Décors : Fred M. MacLean
- Costumes : Leah Rhodes
- Maquillage : Perc Westmore
- Photographie : Sidney Hickox
- Effets spéciaux : William C. McGann
- Son : Leslie G. Hewitt
- Montage : Owen Marks
- Musique : David Buttolph
- Production : Anthony Veiller
- Société de production : Warner Bros. Pictures
- Société de distribution : Warner Bros. Pictures
- Pays d'origine :  États-Unis
- Langue originale : anglais
- Format : noir et blanc — 35 mm — 1,37:1 — son Mono (RCA Sound System)
- Genre : Western
- Durée : 94 minutes
- Date de sortie :
  - États-Unis : 11 juin 1949
- Affiche : Boris Grinsson (France)

## Distribution
- Joel McCrea (VF : Jean Martinelli) : Wes McQueen
- Virginia Mayo (VF : Claire Guibert) : Colorado (Carolina en VF) Carson
- Dorothy Malone : Julie Ann (Julienne en VF) Winslow
- Henry Hull (VF : Camille Guérini) : Fred Winslow
- John Archer (VF : Serge Nadaud) : Reno (le renard en VF) Blake
- James Mitchell (VF : Paul Lalloz) : Duke (le duc en VF) Harris
- Morris Ankrum (VF : Raymond Destac) : le marshall
- Basil Ruysdael (VF : Antoine Balpêtré) : Dave Rickard
- Frank Puglia : Frère Tomas
- Ian Wolfe (VF : Georges Hubert) : Wallace
- Harry Woods (VF : Jacques Berlioz) : Pluthner
- Houseley Stevenson (VF : Jean d'Yd) : le vieux prospecteur

Acteurs non crédités :
- Oliver Blake : l'agent de la Wells Fargo
- Monte Blue : un U.S. Marshal
- Carl Harbaugh : le serre-freins
- Hallene Hill (VF : Cécile Didier) : tante Georgina
- Fred Kelsey : le conducteur de train
- Victor Killian (VF : Henry Valbel) : le shérif du Missouri
- Artie Ortego : un adjoint du marshal
- Maudie Prickett : Mrs. Wallace

## Autour du film
- Ce film est un « remake westernien » de La Grande Évasion (1941) du même Raoul Walsh[1].